# 骊山
34°21′31.27″N 109°12′37.75″E / 34.3586861°N 109.2104861°E

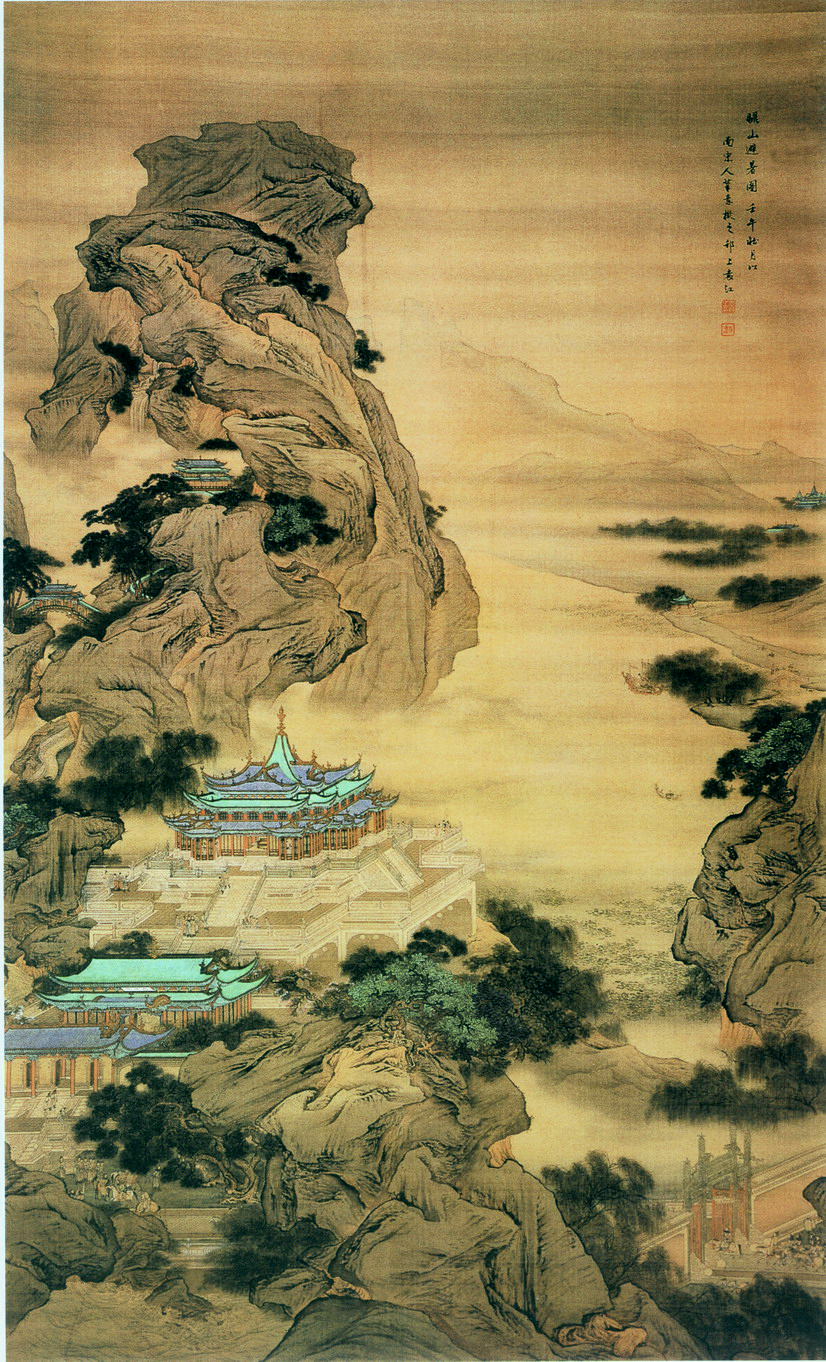
清代袁江所繪“驪山避暑”

骊山，是陝西省西安市郊外的一座山峰，山下有溫泉著稱的华清池。
骊山位于陕西省西安市临潼区，距离西安市区25公里，是秦岭山脉的一个支脉，东西长25公里，南北宽14公里，最高海拔1302米。它是“关中八景”之一的“骊山晚照”。辟有森林公园，是国家级森林公园、国家AAAA级旅游区、全国重点文物保护单位、第一批国家重点风景名胜区，秦岭终南山世界地质公园园区之一。
骊山得名一说是因为其远望如黑色骏马；一说这里是春秋时期驪戎国地。周幽王即是在此地為犬戎所殺。
1936年，蒋介石到陕西督促张学良、杨虎城进攻驻扎在陕西的中国工农红军。下榻骊山华清池五间厅。12月12日凌晨发生西安事变，蒋介石从后窗逃离，藏身半山岩缝。后被搜获扣押。国民政府后在石缝下修建草木结构“民族复兴亭”纪念。1946年，黄埔军校七分校全体士官募捐，胡宗南令桂永清重建钢筋水泥结构的亭子，取名“正气亭”。此后又有陈诚、戴季陶、陈立夫、陈果夫、胡宗南、王耀五、卫立煌、吴伯峰、谷凤鸣等人到此题词纪念。1950年代初又改名“捉蒋亭”，题词被铲除。1986年12月又改名“兵谏亭”，2004年增设浮雕。
秦始皇陵在骊山境内。

## 延伸阅读
1. ↑  《 史记·秦本纪》：「（犬戎）杀幽王郦山下。」，中华书局2014年版第230页。

[在维基数据编辑]
 《欽定古今圖書集成·方輿彙編·山川典·驪山部》，出自陈梦雷《古今圖書集成》